# José Luis Melena
José Luis Melena, auch Melena Jiménez (* 1946 in Donostia, Gipuzkoa, Spanien) ist ein spanischer (baskischer) Altphilologe (Gräzist) und Mykenologe.

## Leben
Melena studierte Klassische Philologie an der Universität Complutense Madrid. Nach der Promotion lehrte er altgriechische Sprache und Literatur an der Universität Complutense Madrid, am Institut Torres Villarroel in Salamanca und an der Universität La Laguna. Seit 1983 ist Ordentlicher Professor (catedrático) an der Universität des Baskenlandes (Campus Gasteiz). Im Jahr 1999 wurde ihm der Euskadi–Ikerketa–Preis verliehen, 2000 erhielt er vom Parlament des Baskenlandes (Eusko Legebiltzarrak) und von der Real Sociedad Bascongada de Amigos del País (Euskalerriaren Adiskideen Elkartea) den Premio Munibe für das Jahr 1999.
Melena war außerdem Direktor des Instituto Cultural Español Reina Sofía (heute Instituto Cervantes) in Athen und Kulturattaché der spanischen Botschaft in Athen.

## Forschungsbereiche
Melena hat sich in der Vergangenheit mit der Allgemeinen und Vergleichenden Sprachwissenschaft in Gestalt von Übertragungen einschlägiger englischsprachiger Werke, unter anderem der Einführung von Leonard Robert Palmer, beschäftigt. Er hat zudem eine Festschrift für den Sprachwissenschaftler und zu seiner Zeit führenden Baskologen Koldo Mitxelena Elissalt (1915–1987, auch Luis Michelena genannt) herausgegeben.
Auf dem Gebiet der Mykenologie hat Melena zu zahlreichen Einzelaspekten des mykenischen Griechisch veröffentlicht und arbeitet eng mit den führenden Gelehrten zusammen. Mit dem spanischen Gräzisten und Sprachwissenschaftler Martín S. Ruipérez hat er eine Einführung in die mykenische Sprache und Kultur veröffentlicht. Melena ist zudem mit Thomas G. Palaima Herausgeber der Zeitschrift Minos: Revista de Filología Egea.

## Schriften (Auswahl)
Zur Sprachwissenschaft
- Theodora Bynon: Lingüística histórica. Versión española de José L. Melena. Editorial Gredos, Madrid 1981.
- Robert P. Stockwell: Fundamentos de teoría sintáctica. Versión española de José L. Melena. Editorial Gredos, Madrid 1980.
- James M. Anderson: Aspectos estructurales del cambio lingüístico. Versión española de José L. Melena. Editorial Gredos, Madrid 1977.
- Leonard R. Palmer: Introducción crítica a la lingüística descriptiva y comparada. Versión española de José L. Melena. Editorial Gredos, Madrid 1975.

Zur Mykenologie
- Textos Griegos Micénicos Comentados. Vitoria-Gasteiz 2001, (Ss. 8-79 online).
- mit Martín S. Ruipérez: Los griegos micenicos. Hermanos García Noblejas, Madrid 1990, (online).
- Studies on some Mycenaean inscriptions from Knossos dealing with textiles. Universidad Salamanca, 1975 (Suplementos a Minos, 5). – Rez. von Leonard R. Palmer, in: Gnomon 50, 1978, Ss. 299-301, (online).
- Theodoros G. Spyropoulos, John Chadwick: The Thebes Tablets II. Including Indexes of the Thebes Tablets by José L. Melena. Universidad Salamanca, 1975 (Suplementos a Minos, 4). – Rez. von Leonard R. Palmer, in: Gnomon 50, 1978. Ss. 588-590, (online).

Herausgeberschaften
- mit John Tyrell Killen, Jean-Pierre Olivier (Hrsg.): Studies in Mycenaean and classical Greek presented to John Chadwick. Ediciones Universidad de Salamanca, Salamanca 1987 (Minos, 20-22).
- (Hrsg.): Symbolae Ludovico Mitxelena septuagenario oblatae. Universidad del País Basco, Gasteiz, Vitoria 1985.